# ヤシカバレーボール部
ヤシカバレーボール部（ヤシカバレーボールぶ）は、東京都を本拠地に活動していた、ヤシカの女子バレーボールチームである。

## 概要
諏訪地方では、1951年に岡谷南高校バレーボール部が全国高校総体男子バレーボールを制するなど昭和20年代からバレーボール熱が盛んで、ヤシカ社内にも、1955年に下諏訪町のヤシカ体育館を本拠地とするバレーボール部が設けられた。初代監督は小浜尚三で、のち岡谷南高校元監督の原敏（1964年東京オリンピック審判員、長野県バレーボール協会長）らが監督を務めた。
1960年に中村高校出身者を多数獲得し、東京を本拠地とするヤシカ本社チームを創部した。1961年の国体6人制一般女子の部において、くしくもヤシカ本社チームと諏訪チームが決勝で激突し、2-1で本社チームに凱歌が上がった。
1963年1月には諏訪チームと本社チームが合併し、本拠地を完全に東京とした。所属選手の寮はあったものの、専用体育館は持たずジプシー生活を廃部まで続けた。
1966年8月6日、駒沢屋内球技場で開かれた世界選手権兼アジア大会代表選考会で、当時不敗を誇った強豪チームの日紡貝塚（大阪府）を下し（次節参照）、258試合の公式戦連勝記録を止めたことで一躍注目を集め、翌1967年に創設された日本リーグに参加した。同リーグ強豪の日立（日立武蔵）、ユニチカ（日紡貝塚）と互角の実力を持つ、日本を代表する女子実業団チームの一つとして知られ、1970年に黒鷲旗全日本男女選抜バレーボール大会、1972年に日本リーグをそれぞれ制した。
またバレーボール全日本女子チームにも選手を送り、1964年東京オリンピック（金メダル）では渋木綾乃が、1968年メキシコオリンピック（銀メダル）では浜恵子が、1972年ミュンヘンオリンピック（同）では浜と飯田高子が参加。1976年モントリオール五輪では飯田が主将を務めて優勝し、金メダルを獲得した。初めて日本開催となった1967年世界選手権ではヤシカ中心のチームで金メダルを獲得した。
1977年3月に、日本リーグで5位となり、東洋紡守口との入替戦にも敗れ実業団リーグに転落する。翌年実業団リーグ2位となるも、入替戦で富士フイルムに敗北を喫し、日本リーグ復帰はならなかった。ヤシカの経営破綻後、バレーボール部は経営再建の一環として1978年5月に廃部。同月、大沢長蔵部長（当時）と13人の所属選手は新設された日本電気の女子バレーボール部（現・NECレッドロケッツ）に移籍し、ヤシカ23年間の歩みに幕を降ろした。

## 成績

### 259連勝を阻止した対ニチボー貝塚戦
第5回世界選手権兼第5回アジア大会全日本代表選手選考会 第3日
| 1966年8月6日 |                                             |              |                |
| ヤシカ       | 3 - 2 (2-15) (15-12) (15-10) (6-15) (15-10) | ニチボー貝塚 | 駒沢屋内球技場 |
|              |                                             |              | 駒沢屋内球技場 |

### ヤシカ最後の試合、対ユニチカ戦
第27回都市対抗バレー 2回戦
| 1978年4月30日 |                            |          |                |
| ヤシカ        | 0 - 3 (8-15) (4-15) (8-15) | ユニチカ | 大阪府立体育館 |
|               |                            |          | 大阪府立体育館 |

### 主な成績
日本リーグ
- 優勝 1回 - 1972年度
- 準優勝 4回 - 1967年度、1968年度、1969年度、1971年度

都市対抗バレー（現黒鷲旗大会）
- 優勝 1回 - 1970年
- 準優勝 6回 - 1961年（諏訪チーム）、1967年、1969年、1971年、1973-74年

全日本総合
- 優勝 2回（1969年、1972年）
- 準優勝 6回（1961-1962年、1966-1967年、1970年、1974年）

国体
- 優勝 1回 - 1961年（本社チーム、6人制）
- 準優勝 3回 - 1961年（諏訪チーム）、1961年（本社チーム、9人制）、1964年

### 年度別成績
| 大会名       | 大会名           | 順位   | 参加チーム数 | 試合数 | 勝 | 敗 | 勝率  |
| ------------ | ---------------- | ------ | ------------ | ------ | -- | -- | ----- |
| 日本リーグ   | 第1回 (1967/68)  | 準優勝 | 6チーム      | 10     | 8  | 2  | 0.800 |
| 日本リーグ   | 第2回 (1968/69)  | 準優勝 | 6チーム      | 10     | 7  | 3  | 0.700 |
| 日本リーグ   | 第3回 (1969/70)  | 準優勝 | 6チーム      | 10     | 8  | 2  | 0.800 |
| 日本リーグ   | 第4回 (1970/71)  | 3位    | 6チーム      | 10     | 6  | 4  | 0.600 |
| 日本リーグ   | 第5回 (1971/72)  | 準優勝 | 6チーム      | 10     | 9  | 1  | 0.900 |
| 日本リーグ   | 第6回 (1972/73)  | 優勝   | 6チーム      | 10     | 9  | 1  | 0.900 |
| 日本リーグ   | 第7回 (1973/74)  | 3位    | 6チーム      | 10     | 5  | 5  | 0.500 |
| 日本リーグ   | 第8回 (1974/75)  | 3位    | 6チーム      | 10     | 6  | 4  | 0.600 |
| 日本リーグ   | 第9回 (1975/76)  | 4位    | 6チーム      | 10     | 2  | 8  | 0.200 |
| 日本リーグ   | 第10回 (1976/77) | 5位    | 6チーム      | 10     | 3  | 7  | 0.300 |
| 実業団リーグ | 第9回 (1977/78)  | 2位    | 6チーム      | 10     | 8  | 2  | 0.800 |

## 選手・スタッフ
廃部年度の所属選手・スタッフは次の通り。

### 選手
| 背番号 | 名前       | 年齢 | 国籍 | Position       | 備考             |
| ------ | ---------- | ---- | ---- | -------------- | ---------------- |
| 1      | 千葉泰子   | 24   | 日本 | セッター       | 主将             |
| 2      | 滑川玉江   | 24   | 日本 | ライト         |                  |
| 3      | 吉永美保子 | 24   | 日本 | レフト         |                  |
| 4      | 北園いち子 | 24   | 日本 | レフト         |                  |
| 5      | 若井富子   | 21   | 日本 | センター       |                  |
| 6      | 川合澄子   | 21   | 日本 | センター       |                  |
| 7      | 福島美智子 | 19   | 日本 | レフト         |                  |
| 8      | 渡辺恵子   | 20   | 日本 | ライト         |                  |
| 9      | 松尾加代子 | 20   | 日本 | センター       |                  |
| 10     | 原口美奈子 | 20   | 日本 |                |                  |
| 11     | 川畑道子   | 20   | 日本 | レシーバー     | マネージャー兼任 |
| 12     | 江頭豊子   | 19   | 日本 | センター       |                  |
| 13     | 笹原和子   | 19   | 日本 | ピンチサーバー |                  |

### スタッフ
| 役職         | 名前     | 国籍 | 備考     |
| ------------ | -------- | ---- | -------- |
| 部長         | 大沢長蔵 | 日本 |          |
| 監督         | 清水貞美 | 日本 |          |
| コーチ       | 岩原豊子 | 日本 |          |
| マネージャー | 川畑道子 | 日本 | 選手兼任 |

## 主な在籍者
- 飯田高子
- 浜恵子
- 岩原豊子
- 小野沢愛子
- 滑川玉江